# Polyalthia kingii
Polyalthia kingii är en kirimojaväxtart som beskrevs av Baker f. Polyalthia kingii ingår i släktet Polyalthia och familjen kirimojaväxter. Inga underarter finns listade i Catalogue of Life.